# Landvogt
Der Landvogt war der höchste Vertreter eines Landesherren in einem Teilterritorium im Mittelalter und der Frühen Neuzeit. Der Reichslandvogt war ein Beauftragter der deutschen Kaiser und Könige. In der Schweiz war der Landvogt der oberste Verwalter eines kleineren Territoriums.

## Aufgaben und Befugnisse
Der Landvogt war der höchste Entscheidungsträger in einem größeren Territorium. Er war für das Gerichtswesen, die Verwaltung, die Erstellung des militärischen Aufgebots und für Finanzangelegenheiten zuständig. In einigen Gebieten hatte er sogar das Münzregal (Oberlausitz).
Meist konnten die Landvögte weitgehend eigene Entscheidungen treffen, in Abstimmung mit den Landständen und Städten und ohne größere Einflussnahme der Landesherren.
Außerhalb ihres Kompetenzbereiches lagen nur das Zoll- und Lehnswesen sowie die landesherrliche Forstwirtschaft.

## Römisch-deutsches Reich

### Gründung von Reichslandvogteien
Ab 1274 setzte König Rudolf von Habsburg Reichslandvögte für verschiedene Gebiete ein, um vorher verlorenes Reichsgut wiederzuerlangen. Am 9. August 1281 ließ er auf dem Hoftag zu Nürnberg förmlich feststellen, dass alle nach der Absetzung Friedrichs II. (1245) durchgeführten Schenkungen oder Verfügungen über Reichsgüter nichtig seien, es sei denn, die Mehrheit der Kurfürsten billigten die Verfügungen. Er setzte Landvögte ein, die unberechtigt angeeignete Reichsgüter finden sollten und als Vertreter des Königs agierten. Diese Landvogteien waren ein wichtiges Instrument zur Revindikation des Reichsguts. Rudolf ließ das gesamte Reichsgut in solche Verwaltungseinheiten aufteilen und gab den Vögten weitreichende Befugnisse. Damit war auch eine effektive Verwaltung des Reichsguts gesichert – etwas, was in den europäischen Monarchien wie Frankreich oder England längst existierte. Um 1300 ergänzte sein Sohn Albrecht für Franken weitere Reichslandvogteien, die jedoch bald wieder an Bedeutung verloren.

### Weitere Landvogteien
In den Gebieten östlich der Elbe schufen zuerst die brandenburgischen Markgrafen (Askanier) in der Oberlausitz das Amt eines Landvogts der Oberlausitz im späten 13. Jahrhundert. Danach wurden weitere solcher Landvogteien durch die kursächsischen, brandenburgischen und pommerschen Landesherren gebildet. Ab dem 16. Jahrhundert verloren alle Landvogteien erheblich an Bedeutung und gingen bis zum Ende des 18. Jahrhunderts ein.
1873 wurden kurzzeitig im Kreis Herzogtum Lauenburg vier Kreise mit der Bezeichnung Landvogtei gebildet (Lauenburg, Ratzeburg, Schwarzenbek, Steinhorst).

## Schweiz

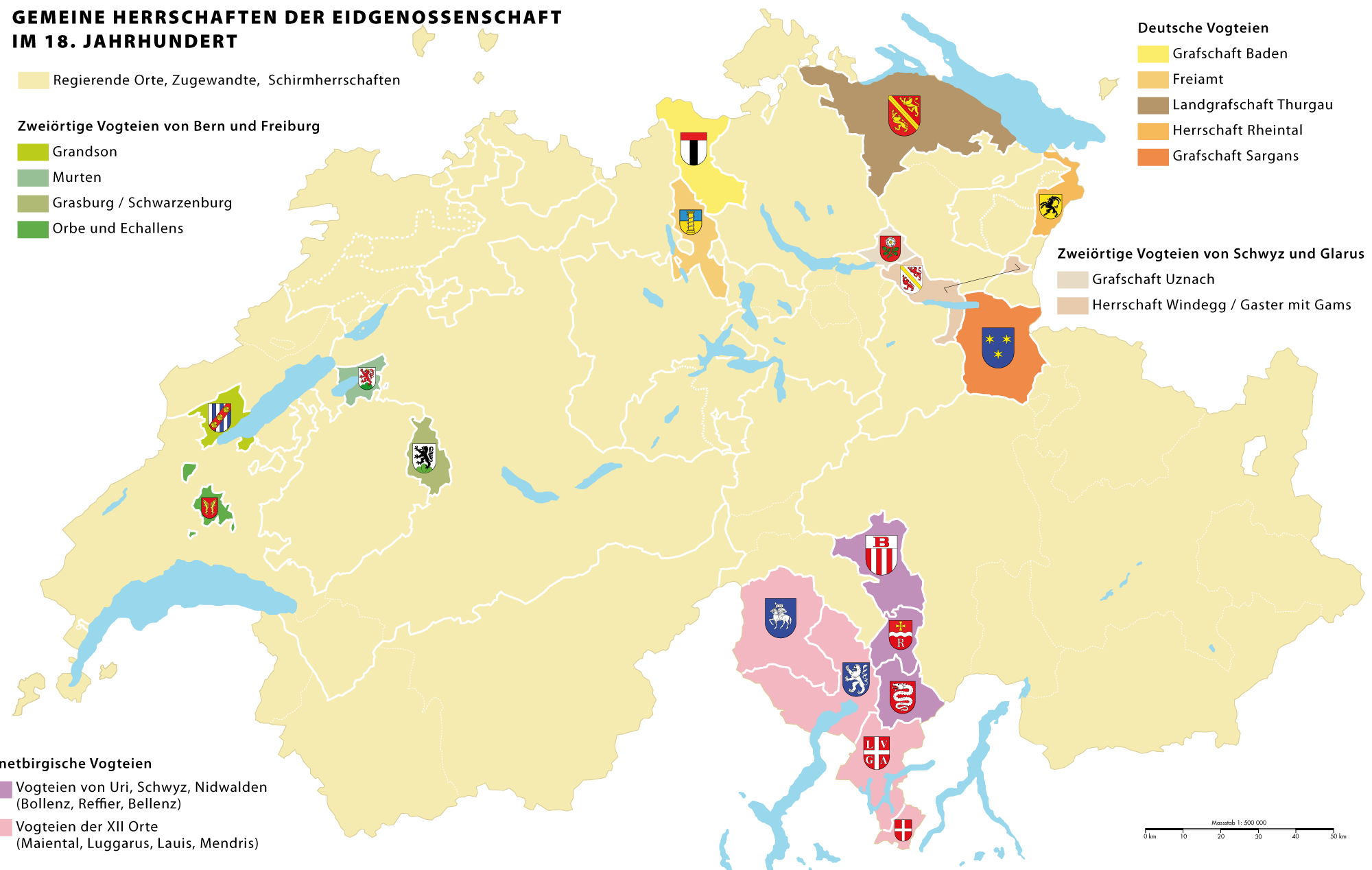
Gemeine Herrschaften in der Schweiz im 18. Jahrhundert

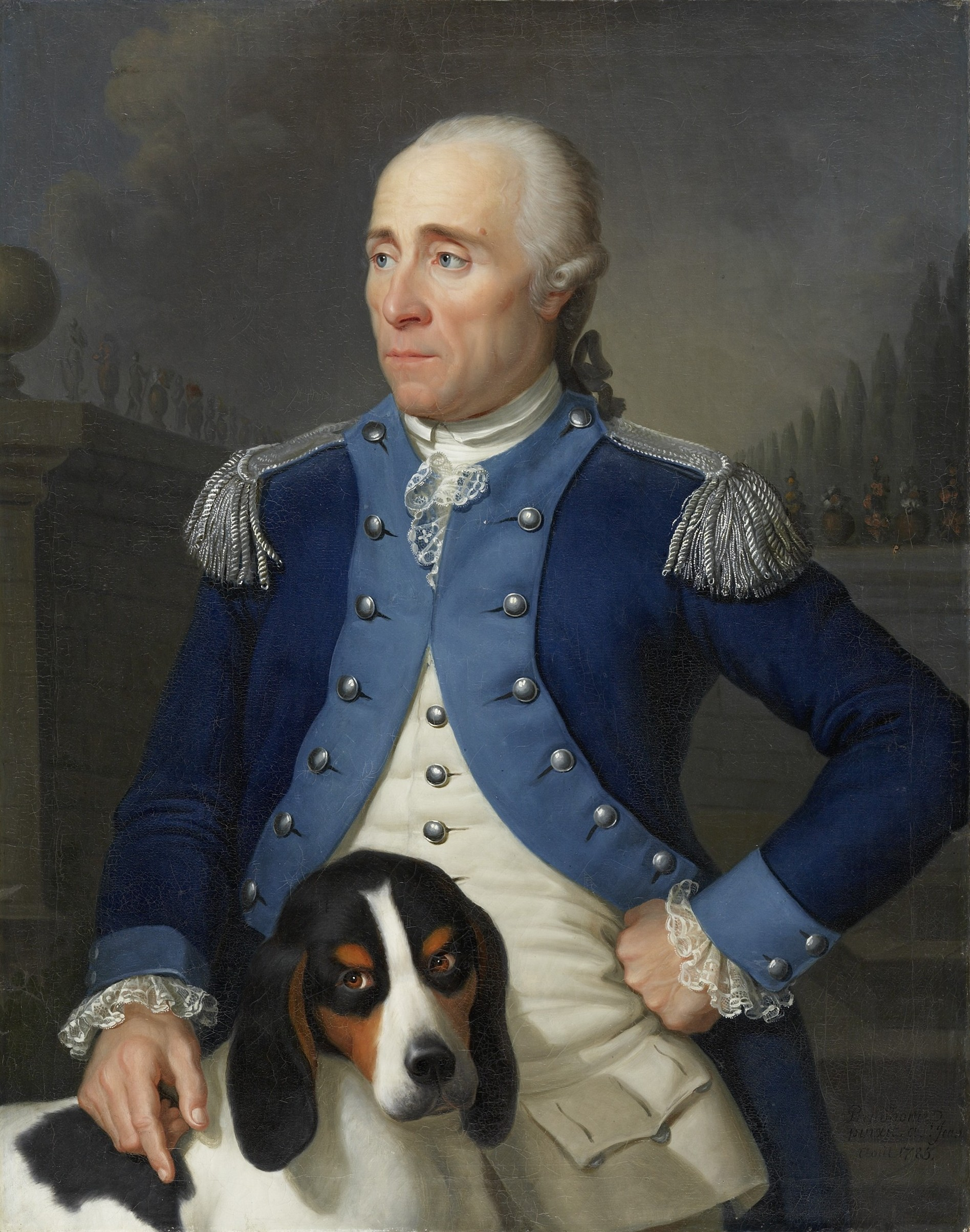
Franz Rudolf Frisching Landvogt, 1785

Es gab zahlreiche Bezeichnungen für die Funktion des Landvogts: Kastlan, Obervogt, Gubernator und in den italienischsprachigen Gebieten Podestà, balivo, landfogto, capitano reggente oder commissario. Der Landvogt war Regent in den Landvogteien anstelle des landesherrlichen Stadt- oder Landkantons der alten Eidgenossenschaft. Er stand der gesamten Verwaltung vor und bestellte die lokalen Beamten, soweit ihn lokale Freiheitsrechte nicht in seiner Amtsgewalt einschränkten. Dazu gehörte auch die Finanzverwaltung, also der Einzug der Gefälle und Geldbußen sowie die Rechnungsführung. Je nach der Lage der Privilegien der Landvogtei war der Landvogt Richter in Fällen der niederen und der hohen Gerichtsbarkeit und stand dem Landgericht vor. Weiter war er Kommandant des militärischen Aufgebotes der Landvogtei, Vollstrecker obrigkeitlicher Befehle und richterlicher Verfügungen.
Die Organisation der Landvogteien wurde von der habsburgischen Herrschaftsorganisation übernommen. Landvogteien, die von mehreren eidgenössischen Orten regiert wurden, wurden als gemeine Herrschaft bezeichnet, wo die regierenden Kantone in einem festen Turnus den Landvogt stellten. Daneben gab es zahlreiche Landvogteien im Herrschaftsgebiet einzelner Kantone.
Der Landvogt residierte meist auf einer landesherrlichen Burg innerhalb der Landvogtei, außer spezielle Privilegien verwehrten ihm den Aufenthalt in der Landvogtei, wie in der Grafschaft Uznach. Manche dieser Burgen tragen bis heute den Namen Landvogteischloss, so das Landvogteischloss Baden und das Landvogteischloss Willisau.
In der alten Eidgenossenschaft bestanden unterschiedlichste Formen von Landvogteien, in denen die Rechte und Pflichten des Amtsinhabers jeweils durch alte Freiheiten und Privilegien der Landvogtei mehr oder weniger festgesetzt waren. In besonders privilegierten Gebieten durften die Untertanen den Landvogt sogar selbst wählen, wodurch dieser auch als Vertreter der politisch unmündigen Untertanen auftrat. Dies betraf besonders die sogenannten Munizipalstädte oder wenige Landschaften wie das bernische Haslital.
Die Einkünfte des Landvogtes bestanden hauptsächlich aus den Bußen, die er als vollstreckende Gewalt einziehen durfte, sowie zum kleineren Teil aus festen Abgaben aus Grund und Boden oder Gewerbe. Eine feste Besoldung war unbekannt. In manchen Kantonen wurden die Landvogteien regelrecht versteigert – der Landvogt musste dann zusehen, dass er innerhalb seiner Amtsdauer die Ausgaben wieder decken konnte. Als besonders ruchlos galten in diesem Zusammenhang die Landvögte der gemeinen Herrschaften. Es gab jedoch auch immer wieder Bemühungen, Missbräuche durch eine strenge Aufsicht zu verhindern. Das Amt eines Landvogtes galt jedenfalls als einträglicher Posten, der nur den regimentsfähigen Familien der Stadt oder der Landschaft vorbehalten war.
Die territorialen Grenzen der Landvogteien waren nicht immer klar zu ziehen, da die Grenzen der Amtsgewalt der hohen und der niederen Gerichtsbarkeit sowie der Heerbann nicht überall übereinstimmten. Dazu kamen noch eine ganze Reihe minderer Rechte, die sich nicht mehr geographisch darstellen lassen. Innerhalb der Landvogteien konnten außerdem Private die Amtsgewalt des Landesherrn und damit auch des Landvogtes einschränken, da sie gewisse Rechte durch Kauf erworben hatten oder von alters her besaßen. In erster Linie handelte es sich dabei um Klöster und sogenannte Freiherren, die nur den Landesherrn über sich anerkannten. Sie konnten die hohe oder die niedere Gerichtsbarkeit besitzen und seltener sogar den Heerbann. Daneben gab es die Inhaber der Twingrechte, die vor allem die niedere Gerichtsbarkeit innehielten, aber auch Private, welche Fischereirechte, Jagdrechte oder das Recht zum Bezug niederer Gefälle und Bussen besaßen. So war die Amtsgewalt des Landesherrn und damit auch des Landvogtes in Realität an den meisten Orten stark eingeschränkt und bildete einen unübersichtlichen Flickenteppich, der auch für die Zeitgenossen nur schwer überblickbar war, aber dem Zeitgeist des Ancien Régime entsprach.
In der Helvetischen Republik wurde das Amt des Landvogtes 1798 abgeschafft, da mit dem Begriff viele negative Assoziationen mit dem Ancien Régime einhergingen. Aus diesem Grund wurde er auch später nicht wieder eingeführt. An seine Stelle trat im Kanton Bern die Bezeichnung „Oberamtmann“, in anderen Kantonen wurden andere Strukturen oder andere Bezeichnungen geschaffen.

## Fürstentum Liechtenstein

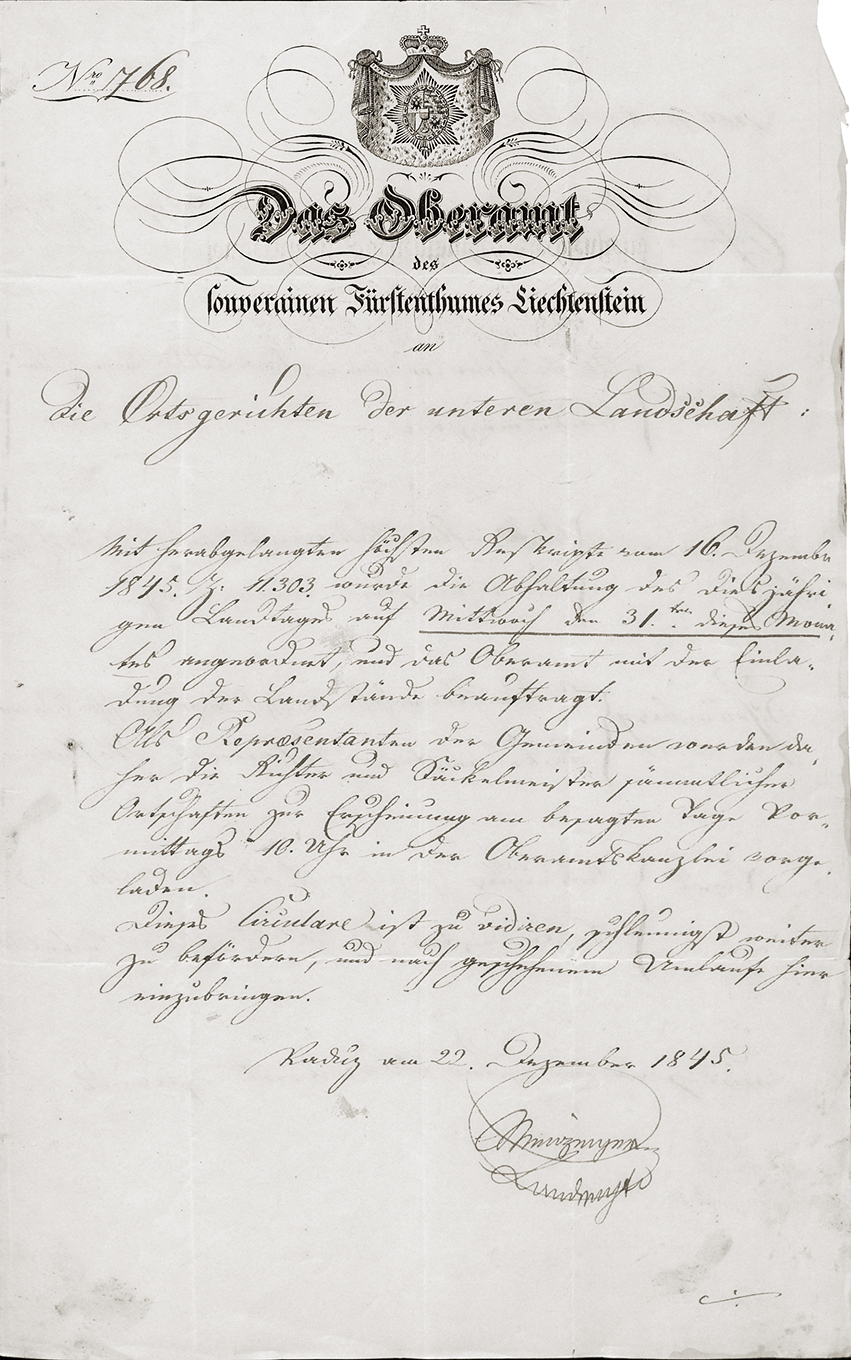
1845 von Landvogt Johann Michael Menzinger ausgestelltes Zirkular an die Gemeinden des Unterlands auf Briefpapier mit dem Staatswappen

Auf dem Gebiet des späteren Liechtensteins wurden ab dem 13. Jahrhundert die Verwaltungs- und Regierungsaufgaben des jeweiligen, meist abwesenden Landesherren durch einen Stellvertreter ausgeübt. Zunächst wurden Titel wie „vogt“ oder „amman“ oder „amtmann“ verwendet. Ab 1509 wurde die Bezeichnung „Landvogt zu Vaduz“ kontinuierlich verwendet. Zwischen 1509 und 1848 gab es etwa 45 Landvögte in Liechtenstein. Ab dem Jahr 1848, während der Amtszeit von Johann Michael Menzinger, wurde das Amt in „Landesverweser“ umbenannt. Damit lehnte man sich an die Amtsbezeichnung eines stellvertretenden Oberhaupts, der 1848 in der Frankfurter Nationalversammlung provisorisch eingesetzt wurde, an. In Liechtenstein wurde das Amt des Landesverwesers erst 1921 mit dem Inkrafttreten der neuen Verfassung des Fürstentums Liechtenstein abgeschafft. Dessen Aufgaben werden seitdem von der Regierung des Fürstentums Liechtenstein, als oberstes Exekutivorgan des Staates, ausgeführt.

## Landvogteien

### Reichslandvogteien
- Landvogtei Elsaß, zeitweise Ober- und Unterelsass
- Landvogtei Hagenau
- Landvogtei Nürnberg, 14. Jahrhundert[2]
- Landvogtei Ortenau
- Landvogtei Schwaben (bis 1378 Ober- und Unterschwaben)[3]
- Landvogtei Speyergau
- Landvogtei Sundgau
- Landvogtei Wetterau, Hessen

### Weitere Landvogteien
Königreich Böhmen
- Landvogtei Niederlausitz, bis 1635
- Landvogtei Oberlausitz, bis 1635

Kurfürstentum Brandenburg
- Landvogtei Altmark
- Landvogtei Mittelmark
- Landvogtei Neumark
- Landvogtei Uckermark

Herzogtum Pommern
- Landvogtei Greifenberg
- Landvogtei Rügen
- Landvogtei Stolp und Schlawe

Kurfürstentum Sachsen
- Landvogtei Niederlausitz, seit 1635
- Landvogtei Oberlausitz, seit 1635

Landgrafschaft Hessen
- Landvogtei an der Eder
- Landvogtei an der Fulda
- Landvogtei an der Lahn
- Landvogtei an der Werra